# Barcelona Futebol Clube
Barcelona Futebol Clube, mais conhecido como Barcelona de Ilhéus, é uma agremiação esportiva da cidade de Ilhéus, primeiro clube empresa do sul da Bahia, fundado em 17 de setembro de 2019. Filiou-se na Federação Baiana de Futebol em 22 de Outubro de 2019. Conquistou a Segunda Divisão do Campeonato Baiano 2021.

## História
Os idealizadores do novo clube, liderados pelo empresário ilheense Weliton Nascimento, tem objetivo há estar nível nacional. Por ser clube muito novo, a Onça Pintada ainda não tem um padrão de gestão. Parte da administração de funcionários de São Paulo é utilizada, enquanto a equipe mantém uma pequena equipe administrativa em Ilhéus. De vez em quando, um funcionário vai de São Paulo para o Sul da Bahia verificar custos. Os objetivos giram em torno de um projeto de médio a longo prazo e o maior destaque fica para a pousada exclusiva para  a equipe. Lá os jogadores dispõem de fisioterapia e se preparam fisicamente com os aparelhos mais modernos, de acordo com o CEO. Sobre dinheiro, o clube é financiado no momento pela empresa Adilis e o orçamento para 2023 deve girar em torno de R$ 1,5 milhões, caso o Barcelona de Ilhéus realmente participe das competições planejadas. 
Fez sua estreia profissional na Segunda Divisão do Campeonato Baiano em 2020, ocupando o quinto lugar e ficando fora da fase final.
Em agosto de 2021, o Barcelona se sagrou campeão da Segunda Divisão, vencendo o Botafogo Bonfinense por 3 a 0, após perder o primeiro jogo por 2 a 1 em Senhor do Bonfim.  garantindo assim, a única vaga de acesso para a Primeira Divisão de 2022.
Em 2024 se classificou para as semifinais do estadual onde enfrentou o Vitória.

## Estatísticas

### Participações
|  | Participações em 2025 |

| Competição | Competição        | Temporadas | Melhor campanha     | Estreia | Última | P | R |
| Bahia      | Campeonato Baiano | 4          | 3º colocado (2024)  | 2022    | 2025   |   | – |
| Bahia      | Segunda Divisão   | 2          | Campeão (2021)      | 2020    | 2021   | 1 |   |
|            | Copa do Nordeste  | 1          | 1ª fase (2025)      | 2025    | 2025   |   |   |
| Brasil     | Série D           | 1          | 56º colocado (2025) | 2025    | 2025   | – |   |
| Brasil     | Copa do Brasil    | 1          | 1ª fase (2025)      | 2025    | 2025   |   |   |

### Títulos
| ESTADUAIS | ESTADUAIS                   | ESTADUAIS | ESTADUAIS  |
|           | Competição                  | Títulos   | Temporadas |
| --------- | --------------------------- | --------- | ---------- |
|           | Campeonato Baiano - Série B | 1         | 2021       |